# Hilfsmotor

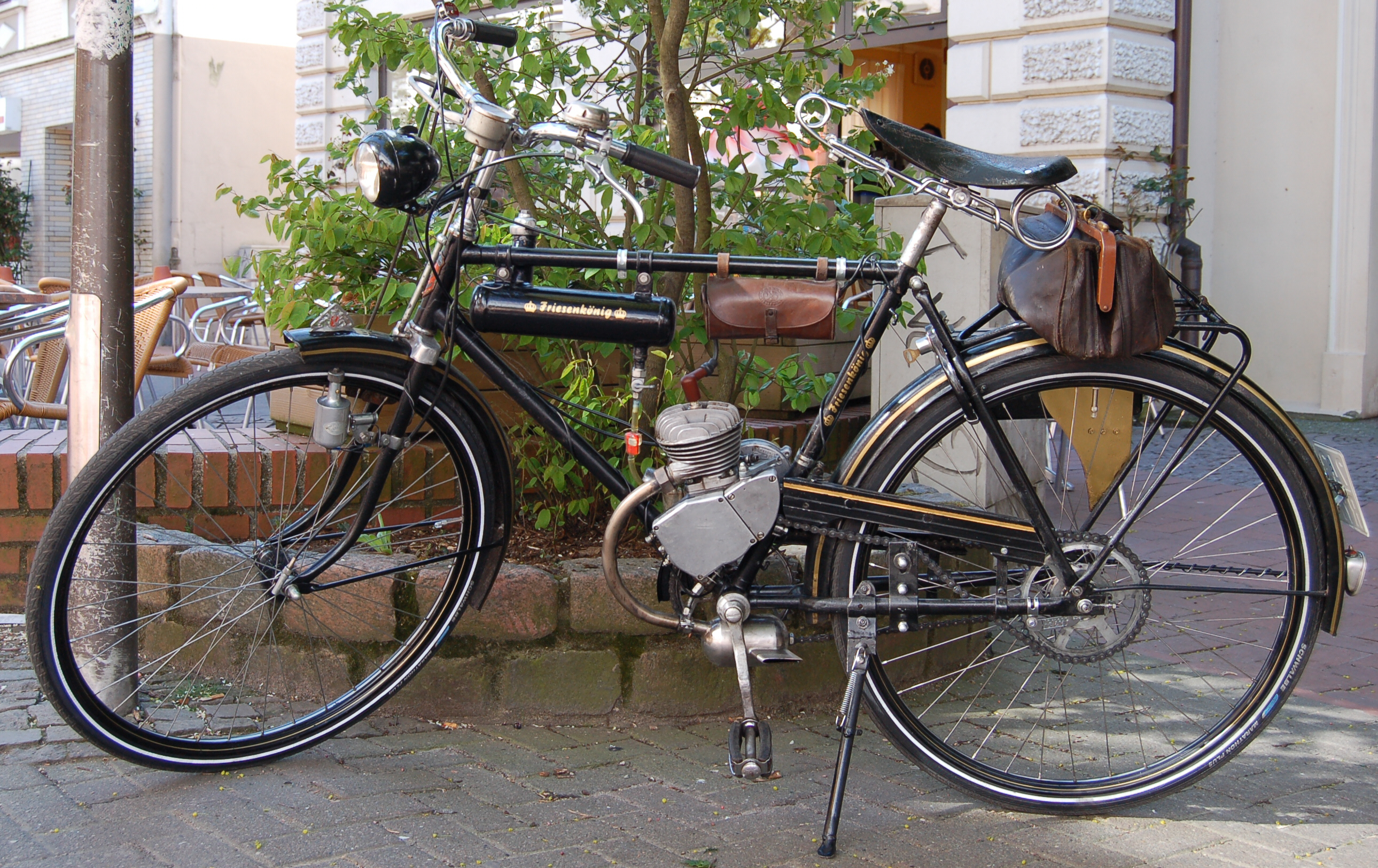
Fahrrad „Friesenkönig“ aus Ostfriesland mit Hilfsmotor, Baujahr 1945

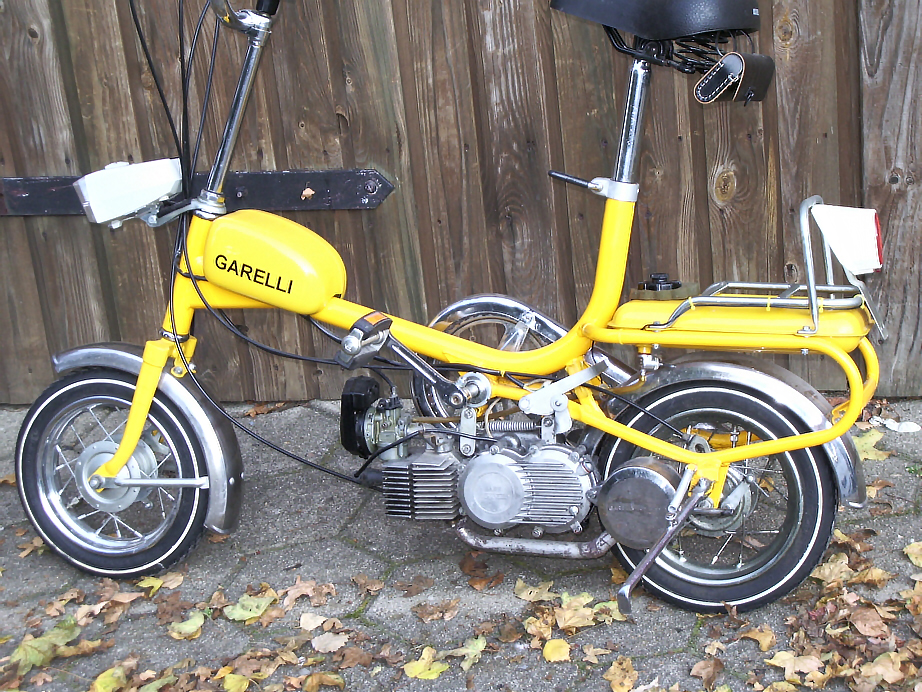
Hilfsmotor zum manuellen Zuschalten

Ein Hilfsmotor ist ein Motor, der nicht für den dauerhaften, sondern nur für den zeitweiligen Einsatz als Antrieb eines Fahrzeugs vorgesehen ist. Das Fahrzeug kann auch ohne den Motor bestimmungsgemäß eingesetzt werden.

## Fahrräder mit Hilfsmotor

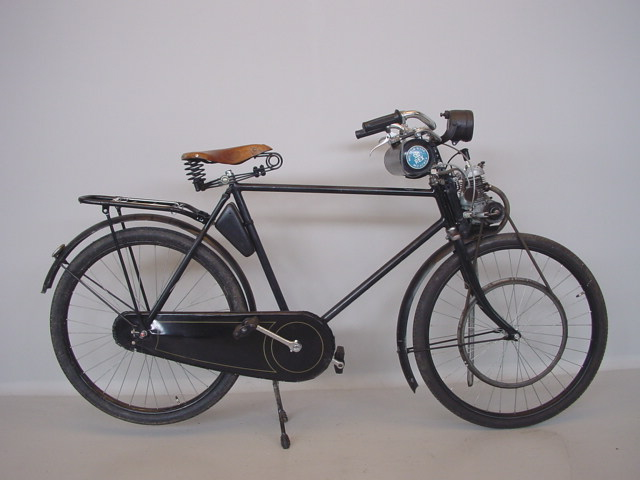
Rex Fahrrad mit Hilfsmotor am Vorderrad

Ein bekanntes Beispiel für das Konzept eines Fahrrades mit Hilfsmotor ist die Vélosolex. Diese war aber eher ein Mofa.
Ein weiteres Beispiel ist die Saxonette, die einstmals mit dem von den 1930er bis in die 1960er Jahre produzierten Radnaben-Hilfsmotor gleichen Namens ausgestattet war und seit 1987 als moderne Saxonette produziert wurde.
Es gab aber auch viele andere Hersteller wie z. B. Berini M13 („Das Ei“) Rex („Rex am Riemen“) Victoria Vicky, Flink, MAW („Hühnerschreck“, DDR) und Lohmann (BRD). Das Besondere des Lohmann-Motors war, dass er kein Benzin-, sondern ein 18 cm³ Mehrstoff-Zweitakt-Selbstzündermotor war.
Relativ neu ist das elektrische System, das bei sogenannten Pedelecs zum Einsatz kommt.

## Boote mit Hilfsmotor, Flautenschieber

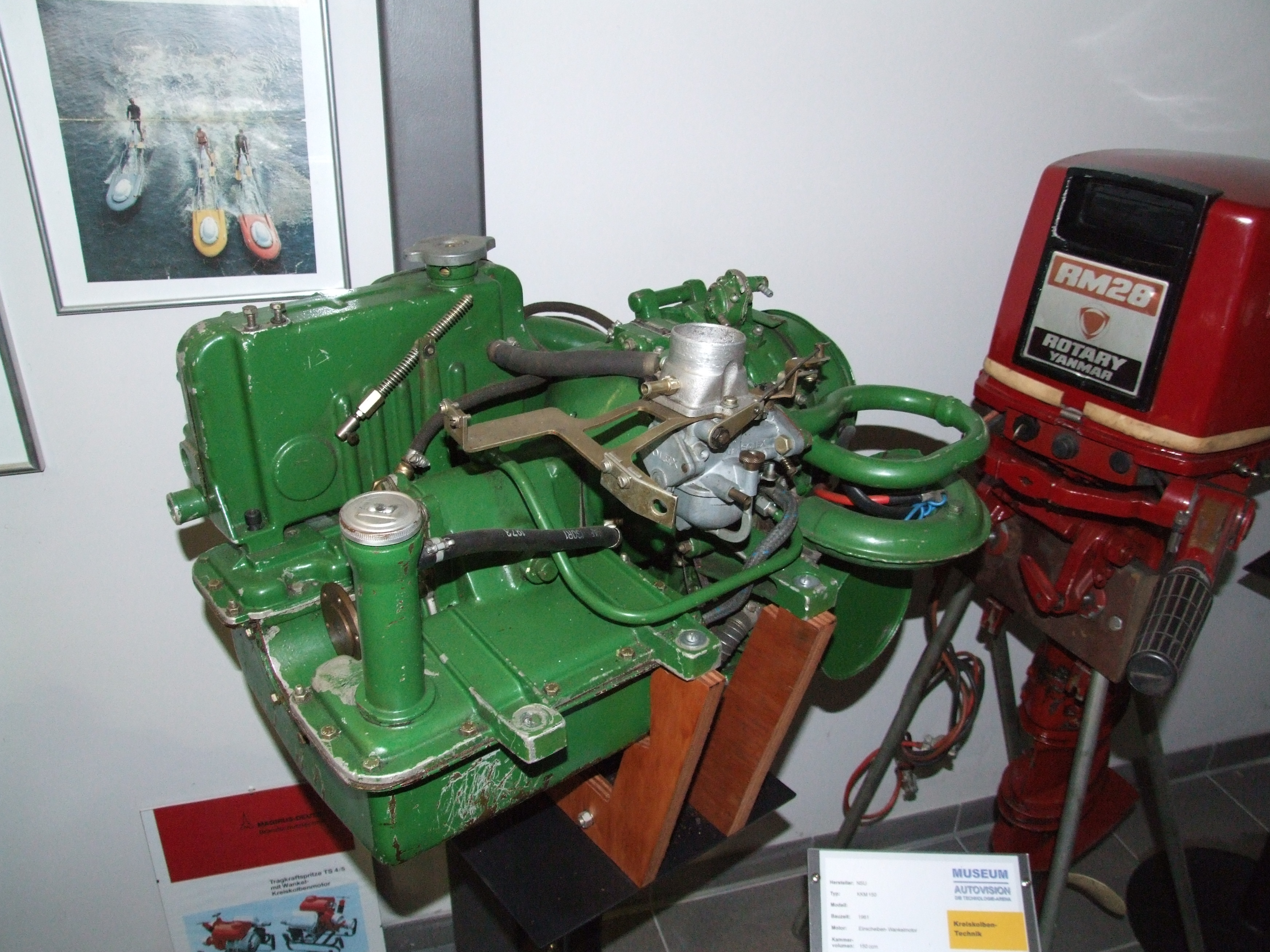
NSU KKM 150 gebaut als Flautenschieber für Segelboote, Einscheibenwankelmotor, 150 cm³, 18,5 PS, Museum Autovision

Auf Segelschiffen wurden ab dem 19. Jahrhundert gelegentlich Hilfsmaschinen als Hilfsantrieb eingebaut. Die damaligen ersten Schiffs-Dampfmaschinen zu Beginn des 19. Jahrhunderts hatten Wirkungsgrade von ein bis fünf Prozent, d. h. für den ausschließlichen Dampfbetrieb (statt Segel) hätte fast der gesamte Laderaum zur Unterbringung der Kohlen genutzt werden müssen. Daher wurden sie nicht für den Seebetrieb auf langen Fahrten genutzt. Sie eigneten sich jedoch gut zur kurzzeitigen Überbrückung von Flauten und besonders für den Alleinantrieb bei schwierigen Manövern in engen Fahrwassern und beim An- und Ablegen (Manöverbetrieb).
Um die Jahrhundertwende wurden statt Dampfmaschinen auch Dieselmotoren als Hilfsantrieb auf großen Segelschiffen verwendet. Der Wirkungsgrad war deutlich höher, es entfiel der Dampfkessel und das Dieselöl wurde in Tanks (Doppelboden) gebunkert, die für Laderaumzwecke nicht geeignet waren. Bei geeigneter Anordnung konnte der flüssige Brennstoff auch zum Ballasten genutzt werden, da er sich mit Pumpen schnell in andere Tanks befördern ließ.
Hilfsmotoren auf kleinen Wasserfahrzeugen (umgangssprachlich manchmal Flautenschieber) sind in der Regel Außenbordmotoren, die im Gegensatz zu einer Einbaumaschine außen am Heck des Bootes befestigt werden. Einige etwas größere Segelboote können Hilfsmotoren aber auch in einen dafür reservierten Schacht (Schachtmotoren) aufnehmen. Außenbordmotoren gibt es sowohl als Zweitakt- und Viertaktmotoren wie auch als batteriebetriebene Elektromotoren. Schiffe, die länger als etwa 10 Meter sind, werden dagegen fast ausschließlich mit Einbau-Dieselmotoren gebaut.
Die Motoren kommen vor allem beim Manövrieren in Häfen oder engen Einfahrten, bei Leichtwind, in Strömungsgebieten oder, bei Zeitnot oder ungeduldiger Besatzung, bei Flaute zum Einsatz. An- oder Ablegemanöver werden heute nur noch selten unter Segeln gefahren. Solche Manöver sind sehr anspruchsvoll und kleinste Fehler können zu Schäden am eigenen oder an fremden Schiffen führen. In vielen Häfen ist dies deshalb verboten oder wegen der engen Platzverhältnisse unmöglich.
Die Motorleistung eines Hilfsmotors für Segelboote ist mit 3 PS (2,2 kW) pro Tonne Bootsgewicht bei Verwendung als reiner Flautenschieber ausreichend. Sollen sichere Hafenmanöver bei Wind oder Fahrten bei Starkwind gegen an gefahren werden, sollten 5 PS/t zur Verfügung stehen.
Auf Motorschiffen steht die Bezeichnung Hilfsmaschine (engl. donkey engine) für alle außer der Hauptmaschine im Maschinenraum oder ähnlichen Räumen aufgestellten Maschinen, die in zum Teil aufwendigen Systemen die Bedingungen für den störungsfreien Schiffsbetrieb gewährleisten. Diese Hilfssysteme dienen zur Stromerzeugung, zum Ballasten, zum Lenzen, zur Brandbekämpfung, zur Kälteerzeugung, zur Klimatisierung, Be- und Entlüftung, zur Trinkwasserversorgung, zur Brennstoffreinigung (Separatoren), zur Schmierölreinigung, zur Abwasseraufbereitung, zum Heizen und Vorwärmen (Heizdampfsystem) und zukünftig auch zur Abgasreinigung und zur Ballastwasseraufbereitung. Während auf den meisten Segelbooten die Maschine während des Segelns komplett abgestellt wird, kommt auf großen oder luxuriös eingerichteten Yachten ebenfalls ein zusätzlicher Generator zum Einsatz, der das Boot mit dem nötigen Strom versorgt.

## Segelflugzeuge mit Hilfsmotor

Schempp-Hirth Ventus cT mit ausgeklappten Hilfsmotor

Der Hilfsmotor in einem Segelflugzeug (Heimkehrhilfe, umgangssprachlich unter Segelfliegern als Turbo oder Flautenschieber bezeichnet) ist meist ein als Klapptriebwerk ausgeführter Zweitaktmotor. Selten wird auch ein Viertaktmotor oder eine kleine Turbine verwendet, es gibt aber auch schon Projekte, bei denen ein Elektromotor eingesetzt werden soll. Die Leistung des Motors liegt je nach Größe des Flugzeugs zwischen 10 und 30 kW und reicht für Steigwerte von ca. 0,5 bis 1,5 m/s. Ein Eigenstart auf dem Flugplatz ist somit nicht möglich; der Motor wird nur eingesetzt, um bei fehlender Thermik eine Außenlandung zu vermeiden. Die Reichweite beträgt je nach Flugzeugtyp im Sägezahnflug zwischen 200 und 600 km.
Es gibt solche Triebwerke mit faltbarer (z. B. die Schempp-Hirth T-Modelle (nach Prof. Claus Oehler), siehe Bild) und starrer Luftschraube (z. B. LS8-t, DG Flugzeugbau DG-1000). Viele von diesen Triebwerken haben keinen Anlasser, sondern starten den Motor nach dem Ausklappen durch den Windmühleneffekt.